# Трухильо (Колумбия)
Трухильо (исп. Trujillo) — город и муниципалитет на западе Колумбии, на территории департамента Валье-дель-Каука. Входит в состав Центрального субрегиона.

## История
Поселение, из которого позднее вырос город, было основано 21 сентября 1922 года. Муниципалитет Трухильо был выделен в отдельную административную единицу в 1930 году.

## Географическое положение

Муниципалитет Трухильо

Город расположен в центральной части департамента, в гористой местности Западной Кордильеры, к западу от реки Каука, на расстоянии приблизительно 80 километров к северо-северо-востоку (NNE) от города Кали, административного центра департамента. Абсолютная высота — 1314 метров над уровнем моря.
Муниципалитет Трухильо граничит на севере с территорией муниципалитета Боливар, на востоке — с муниципалитетами Бугалагранде и Андалусия, на юге — с муниципалитетом Риофрио, на западе — с территорией департамента Чоко. Площадь муниципалитета составляет 221 км².

## Население
По данным Национального административного департамента статистики Колумбии, совокупная численность населения города и муниципалитета в 2015 году составляла 18 100 человек.
Динамика численности населения муниципалитета по годам:
| 2005   | 2006   | 2007   | 2008   | 2009   | 2010   | 2011   | 2012   | 2013   | 2014   | 2015   |
| ------ | ------ | ------ | ------ | ------ | ------ | ------ | ------ | ------ | ------ | ------ |
| 18 667 | 18 617 | 18 563 | 18 514 | 18 458 | 18 403 | 18 348 | 18 288 | 18 227 | 18 167 | 18 100 |

Согласно данным переписи 2005 года мужчины составляли 51,4 % от населения Трухильо, женщины — соответственно 48,6 %. В расовом отношении белые и метисы составляли 98,7 % от населения города; индейцы — 1,2 %; негры, мулаты и райсальцы — 0,1 %.
Уровень грамотности среди всего населения составлял 84,2 %.

## Экономика
61,2 % от общего числа городских и муниципальных предприятий составляют предприятия торговой сферы, 30,8 % — предприятия сферы обслуживания, 7,7 % — промышленные предприятия, 0,3 % — предприятия иных отраслей экономики.